# Bistum Neiva
Das Bistum Neiva (lat.: Dioecesis Neivensis, span.: Diócesis de Neiva) ist eine in Kolumbien gelegene römisch-katholische Diözese mit Sitz in Neiva.

## Geschichte
Das Bistum Neiva entstand am 12. Juli 1972 infolge der Teilung des Bistums Garzón-Neiva. Es ist dem Erzbistum Ibagué als Suffraganbistum unterstellt.

## Bischöfe von Neiva
- Rafael Sarmiento Peralta, 1972–1985, dann Erzbischof von Nueva Pamplona
- Hernando Rojas Ramírez, 1985–2001
- Ramón Darío Molina Jaramillo OFM, 2001–2012
- Froilán Tiberio Casas Ortiz, 2012–2023
- Marco Antonio Merchán Ladino, seit 2023

## Weblinks

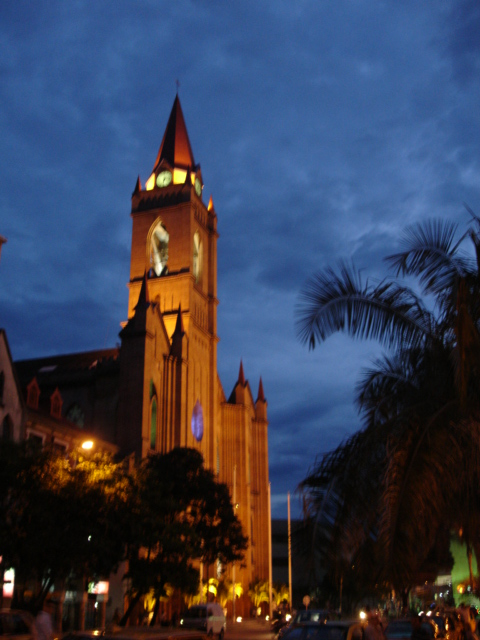
Kathedrale La Inmaculada Concepción in Neiva
Wappen des Bistums Neiva